# Hanno Huth
Hanno Huth (* 7. Juli 1953 in Essen) ist ein deutscher Filmproduzent.

## Leben
Er studierte zunächst Jura und begann später als Volontär bei United Artists. Dort brachte er es bis zum Außendienstchef für Südamerika und wechselte 1983 zu Senator Film, die er bis 2003 leitete, zuletzt als Vorstandsvorsitzender der börsennotierten Senator Entertainment AG. Er gab seinen Vorstandsposten auf, kurz bevor Senator Entertainment Anfang 2004 Insolvenz beantragen musste.
Huth produzierte neben deutschen auch internationale Filme, beispielsweise mit Regisseur Peter Jackson. Zu seinen herausragenden Streifen gehören Stalingrad, Aimée & Jaguar, Comedian Harmonists und Das Wunder von Bern sowie alle Kinofilme, die unter der Regie von Helge Schneider entstanden sind.
Er hat eine Tochter und einen Sohn.

## Filmografie (Auswahl)
| - 1990: Manta – Der Film - 1991: Keep on Running - 1991: Eye of the Storm - 1993: Stalingrad - 1993: Ein Mann für jede Tonart - 1993: Texas – Doc Snyder hält die Welt in Atem - 1994: Heavenly Creatures - 1994: Backbeat - 1994: Felidae - 1994: 00 Schneider – Jagd auf Nihil Baxter - 1995: Rennschwein Rudi Rüssel - 1996: Chicken - 1996: Happy Weekend - 1996: Lautlose Schreie - 1996: Werner – Das muß kesseln!!! - 1996: Invasion of Privacy - 1997: Praxis Dr. Hasenbein - 1997: Kleines Arschloch - 1997: Die Apothekerin - 1997: Comedian Harmonists - 1999: Aimée & Jaguar - 1999: Straight Shooter - 1999: Südsee, eigene Insel - 1999: Bang Boom Bang – Ein todsicheres Ding | - 1999: Helden wie wir - 1999: Käpt’n Blaubär – Der Film - 2000: Seven Days to Live - 2000: Manila - 2000: Kalt ist der Abendhauch - 2000: Jetzt oder nie – Zeit ist Geld - 2001: Enigma – Das Geheimnis - 2001: Late Night Shopping - 2001: The Emperor’s New Clothes - 2001: Crush - 2001: Lammbock - 2001: Lucky Break - 2001: The Warrior - 2001: Swimming Pool – Der Tod feiert mit - 2001: Die Liebe der Charlotte Gray - 2001: Miranda - 2001: Dog Eat Dog - 2002: Once Upon a Time in the Midlands - 2002: 24 Stunden Angst - 2003: The Actors - 2003: Das Wunder von Bern - 2003: Nothing - 2004: Erbsen auf halb 6 - 2004: Jazzclub – Der frühe Vogel fängt den Wurm |